# Albulidae

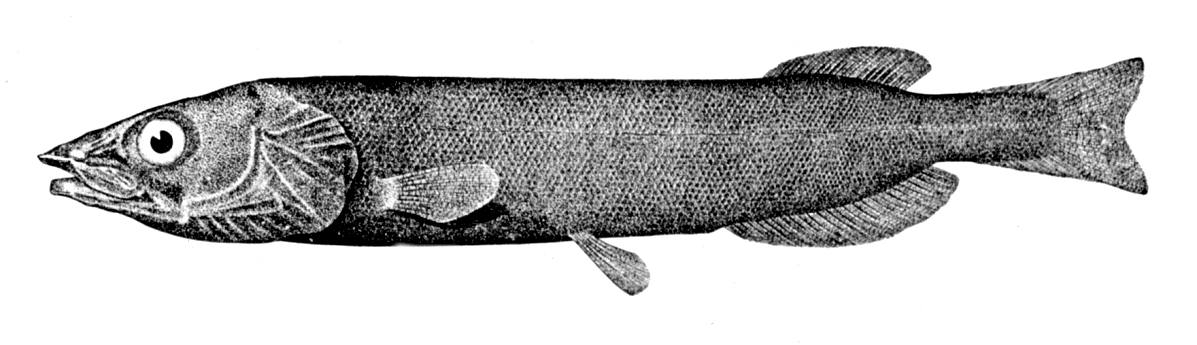
Pterothrissus gissu.

Los albúlidos o peces hueso (Albulidae) es una familia de peces actinopterigios, la única familia incluida en el orden Albuliformes. Se distribuyen por mares tropicales, raramente en aguas salobres o de río. La longitud máxima es de 105 cm —para Albula vulpes—. Pueden tolerar situaciones de pobreza de oxígeno respirando aire dentro de una bolsa que hace las veces de pulmón. Presentan un canal sensorial en el maxilar en una ranura abierta en los huesos dentales.
Se alimentan de invertebrados bentónicos. Las especies de abúlidos son valoradas en pesca deportiva.

## Géneros y especies
Para algunos autores dentro del orden Albuliformes se incluyen los subórdenes Albuloidei y Notacanthoidei, mientras que para otros autores los segundos se separan en orden Notacanthiformes mientras que los Albuliformes quedan con una única familia, que tiene 8 especies en 2 géneros:
- Orden Albuliformes o Suborden Albuloidei:
  - Familia Albulidae
    - Subfamilia Albulinae
      - Género Albula (Scopoli, 1777)
        - Albula argenteus (Schneider en Bloch y Schneider, 1801)
        - Albula forsteri (Valenciennes en Cuvier y Valenciennes, 1847)
        - Albula glossodonta (Forsskål, 1775) - Pez hueso del Indo-pacífico
        - Albula nemoptera (Fowler, 1911) - Macabí de hebra
        - Albula neoguinaica (Valenciennes en Cuvier y Valenciennes, 1847)
        - Albula vulpes (Linnaeus, 1758) - Pez hueso

    - Subfamilia Pterothrissinae
      - Género Pterothrissus (Hilgendorf, 1877)
        - Pterothrissus belloci (Cadenat, 1937)
        - Pterothrissus gissu (Hilgendorf, 1877)

Se ha incluido al género extinto Brannerion (Jordan, 1920) dentro del orden pero sin determinarse una familia.